# 茜茜·施瓦茨
茜茜·施瓦茨（德語：Sissy Schwarz，1936年5月19日—），奥地利女子花样滑冰运动员。她曾代表奥地利参加1952年和1956年冬季奥林匹克运动会花样滑冰比赛，其中1956年冬季奥运会获得一枚金牌。